# Benczés Miklós
Benczés Miklós (Salgótarján, 1969. július 27. –) magyar labdarúgóedző. 2010-2014 között Miskolc Önkormányzatának is tagja (Fidesz-KDNP színeiben) volt.

## Életpályája

### Fiatalon
Szülővárosában, Salgótarjánban ismerkedett meg a futballal, majd Miskolcra költözés után a DVTK serdülő csapataiban játszott, de 15 évesen abbahagyta. Később testnevelő tanári szakra a Nyíregyházi Főiskolára járt, ekkor újra kezdett amatőrként futballozni, és ekkor került a Diósgyőri utánpótláshoz edzőként.

### Diósgyőr
Először az NB II-ben Pajkos János mellett dolgozott pályaedzőként, majd a vezetőedzőséget is kipróbálta Arnóton sikerekkel, Hejőcsabán kudarccal. Ezután visszakerült a Diósgyőri utánpótlásba, majd a pályaedzői feladatokat is ellátta.
Dolgozott Csank János, Vágó Attila, Gálhidi György, Sisa Tibor, Aczél Zoltán, Tornyi Barnabás, Tóth László segítőjeként. A nagycsapatot beugró vezetőedzőként először 2008 őszén irányította két bajnokin, ahol a Nyíregyháza vendégeként ért el a csapat döntetlent (2-2). Később a már biztos kieső DVTK-t irányította 2010 tavaszán 4 mérkőzésen a Paksi FC, a Ferencváros, a Kaposvár, és az MTK ellen egy döntetlen és három vereség mellett.
Végül a 2010-2011-es bajnokságot az NB II-ben kezdő borsodiak vezetőedzője lett, először mint megbízott, de az új tulajdonos érkeztével már hivatalosan is ő lett a csapat szakmai irányítója.
Első vezetőedzői posztban eltöltött szezonja után, a bajnokság végén, két fordulóval a sorozat vége előtt megnyerte a másodosztályt, és feljutott csapatával az első osztályba.
2012. április 2-án menesztették a kispadról a csapat gyenge tavaszi teljesítménye miatt. Utódja a szezon végéig Szentes Lázár lett, de a DVTK elnöke, Dudás Hunor azt nyilatkozta, hogy egy külföldi edzőt keres a csapat. Benczéssel együtt menesztették Vitelki Zoltánt is.
Az edzőváltáskor úgy nézett ki, hogy Benczés a Diósgyőr utánpótlás csapatainál fog tovább dolgozni, azonban ez nem valósult meg. Helyette 2012 júliusától a Videoton FC-től függetlenedett Puskás Akadémia FC vezetőedzőjévé nevezték ki.

### Puskás Akadémia FC
A csapattal másodosztályú bajnoki címet nyert, majd az első osztályban is a klub mellett maradt. A csapattól 2015 nyarán távozott.

### DVTK
2016 januárjában Diósgyőri Labdarúgó Akadémia igazgatója, majd februártól a DVTK sportigazgatója lett.
2018. június 7-én közös megegyezéssel szerződést bontottak.

### Újra Puskás Akadémia FC
2018. június 7-én új szerződést írt alá a Puskás Akadémia FC-nél. December 8-án, a Paks elleni 1–1-es döntetlent követően menesztették posztjáról. Irányításával a Puskás Akadémia 17 forduló után a kilencedik helyen állt a bajnokságban.

### Újra Diósgyőr
2019 szeptemberében újra a DVTK sportigazgatója lett. Ezt a posztját 2022 áprilisáig töltötte be.

### Korábbi klubjai
- Diósgyőr
- Arnót
- Hejőcsaba
- Puskás Akadémia

### Sikerei
- Diósgyőri VTK:
  - Másodosztályú bajnok: 2010/11
- Puskás Akadémia FC:
  - Másodosztályú bajnok: 2012/13